# خودتشخیصی (پزشکی)
خود تشخیصی (به انگلیسی:Self-diagnosis) یا تشخیص بیماری توسط فرد غیر متخصص یا بیمار، فرایند تشخیص یا شناسایی شرایط پزشکی در خود و بدون رجوع به متخصص است. می‌تواند در بیماری‌های عمومی یا اختلالات روانی و روان‌پزشکی نیز رخ دهد. ممکن است لغت نامه‌های پزشکی، کتاب‌ها، منابع موجود در اینترنت، تجربیات شخصی گذشته، یا تشخیص علائم یا نشانه‌های پزشکی یک بیماری که قبلاً یکی از اعضای خانواده داشته‌است، به آن کمک کند.

خود تشخیصی مستعد خطا است و اگر تصمیمات نامناسب بر اساس تشخیص اشتباه گرفته شود، ممکن است به‌طور بالقوه خطرناک باشد. از آنجایی که پزشکان نیز در تشخیص خود اشتباه می‌کنند،به دلیل خطرات احتمالی، دولت‌ها، پزشکان و سازمان‌های مراقبت از بیماران به‌طور رسمی با خود تشخیصی مخالفت می‌کنند، اگر خود تشخیصی اشتباه باشد، تشخیص اشتباه می‌تواند منجر به مراقبت‌های بهداشتی نامناسب، از جمله درمان‌های اشتباه و عدم مراقبت از شرایط جدی در خود شود.
یکی از بزرگ‌ترین خطرات خودتشخیصی در سندروم‌های روانی این است که ممکن است تشخیص یک بیماری پزشکی را از دست بدهید و این موضوع به عنوان یک سندرم روان‌پزشکی ظاهر می‌شود. … خود تشخیصی نقش پزشک را نیز تضعیف می‌کند که بهترین راه برای ارتباط با پزشک نیست.. … این واقعیت وجود دارد که می‌توانیم خودمان را بشناسیم و ببینیم، اما گاهی برای اینکه خودمان را واضح‌تر ببینیم به آینه نیاز داریم. … با تشخیص خود، ممکن است چیزی را از قلم بیندازید که شما نمی‌توانید ببینید. … یکی دیگر از خطرات خودتشخیصی این است که ممکن است فکر کنید مشکل شما بیشتر از آنچه در واقعیت است می‌باشد. تشخیص بیماری همچنین در هنگامی که شما نمی‌خواهید علایم خود را قبول کنید مشکل ساز می‌شود.
با این حال، خود تشخیصی ممکن است تحت شرایط خاصی مناسب باشد. همه داروهای بدون نسخه با این فرض ارائه می‌شوند که افراد قادر به تشخیص خود هستند، ابتدا مشخص می‌شود که وضعیت آنها بعید است که جدی باشد و سپس آسیب احتمالی ناشی از داروی نادرست معمولاً جزئی است. برخی از بیماری‌ها به احتمال زیاد به خودی خود تشخیص داده می‌شوند، به‌ویژه شرایط ساده‌ای مانند شپش سر و خراشیدگی پوست یا شرایط آشنا مانند دردهای قاعدگی، سردرد یا سرماخوردگی توسط افراد غیر متخصص نیز قابل تشخیص هستند.
شرایط پیچیده‌ای که داروها برای آنها به شدت تبلیغ می‌شود، از جمله شرایطی مانند ADHD در بزرگسالان، وضعیت چالش برانگیزتری را ایجاد می‌کند. بازاریابی مستقیم داروها به مصرف‌کننده به دلیل ترویج خود تشخیصی نامناسب به‌طور گسترده مورد انتقاد قرار می‌گیرد. یکی دیگر از شرایطی که معمولاً به صورت خود تشخیصی تشخیص داده می‌شود عدم تحمل گلوتن است.